# Elisabeth Hevelius
Elisabeth Hevelius, rozená Koopman (17. ledna 1647, Gdaňsk – 22. prosince 1693, Gdaňsk) byla dánsko-německo-polská astronomka. Astronomii se věnovala spolu se svým manželem Johannem Heveliem.

## Život
Elisabeth Catherina Koopman pocházela z Gdaňsku. Jejím otcem byl obchodník Nicholas Kooperman (1601–1672) a matkou Joanna Mennings (1602–1679). Od raného věku se zajímala o astronomii a chovala v úctě Johanna Hevelia, který měl v Gdaňsku observatoř. Hevelius v dětství Elisabeth slíbil, že až bude starší, ukáže jí zázraky nebes. Po úmrtí jeho manželky se Elisabeth připomněla a po roce se vzali, když Elisabeth bylo 16 let.
S manželem měla jednoho syna, který zemřel v jednom roce, a tři dcery. Nejstarší dcerou byla Catherina Elisabetha (pokřtěna 1666).
V šedesátých letech 17. století začal Johannes pracovat na novém katalogu hvězd. Elisabeth se na potřebných pozorováních podílela, používala sextanty a kvadranty. Rytina Elisabeth a Hevelia měřících vzdálenost mezi hvězdami pomocí sextantu byla publikována v knize Machina coelestis z roku 1673, která se věnuje pozorovacím zařízením v astronomii.
Hevelius stihl atlas hvězd dokončit, nedožil se ale již jeho publikace. Související hvězdný katalog byl dokončen jen napůl. Elisabeth se postarala o financování těchto publikací.
Elisabeth uměla latinsky, což je doloženo dochovanými dopisy, adresovanými dalším vědcům. Také pro Hevelia prováděla matematické výpočty.
Je spolu s manželem pohřbená v hrobce u kostela svaté Kateřiny v Gdaňsku.